# Зарандия, Важа Илларионович
Важа Илларионович Зарандия (род. 1 ноября 1932, с. Окум, Гальский район, Абхазская АССР) — абхазский политический деятель, председатель Совета министров Абхазии в 1992—1993 годах.

## Биография
В 1960 году окончил Сухумский государственный педагогический институт. С 1961 по 1965 годы был секретарём комитета комсомола, а с 1965 по 1967 годы — председателем объединённого профсоюзного комитета Грузинского института субтропического хозяйства (Сухуми).
С 1967 по 1974 годы был на партийной работе. В 1974 году назначен председателем Сухумского райисполкома, а с 1974 по 1991 годы был начальником Государственной заготовительной инспекции Министерства заготовок СССР по Абхазской АССР.
5 мая 1992 года назначен председателем Совета-министров Абхазии. На этой должности пребывал в период войны с Грузией. После войны, с декабря 1993 по апрель 1994 года работал главой администрации Гальского района. В 1996 года баллотировался в парламент Абхазии по одномандатному округу, но проиграл филологу Тали Джопуа.
В настоящее время на пенсии.